# Fire Bomber
Fire Bomber ist der Name einer fiktiven Rock-Band aus dem Macross-Serien- und Filmuniversum, welche die Titelrolle aus dem Serienkomplex Macross 7 innehatte, der aus einer Fernsehserie, einer Original Video Animation und einem Kinofilmen besteht. Unter dem Namen der Band wurde eine Vielzahl von Alben und Singles für den japanischen Plattenmarkt veröffentlicht.

## Biografie
Als reales Line-up hinter den fiktiven Figuren stand die japanische Rock-Formation Humming Bird und die Seiyū der Charaktere Mylene Flare Jenius und Nekki Basara, Tomo Sakurai und Nobutoshi Hayashi. Auch wenn die Gruppe Humming Bird hinter den Aufnahmen steckt, wurden die Medien mit Bezug zu den Episoden und Filmen um Macross 7 vollständig unter dem Namen der fiktiven Band veröffentlicht.
Näheres zu den Charakteren der Serie und ihre Geschichte siehe im Artikel zur Serie Macross 7.

## Diskografie
Unter dem Namen der Band Fire Bomber wurden insgesamt elf Musikalben, ein Best-of-Album und fünf Single-CDs veröffentlicht:
Alben
- 1995 – Galaxy Network Chart Vol. 1
- 1995 – Mylene Jenius sings Lynn Minmay
- 1995 – Docking Festival ~ Ka ha ginga wo sukū
- 1995 – Let’s Fire!!
- 1995 – Live Fire!!
- 1995 – Second Fire!!
- 1995 – Karaoke Fire!!
- 1996 – Galaxy Network Chart Vol. 2
- 1996 – Acoustic Fire!!
- 1998 – Dynamite Fire!!
- 1998 – English Fire!!
- 1998 – Radio Fire!!
- 1999 – Ultra Fire!! Fire Bomber Best Album (Best-of-Album)

Maxi-Singles
- Seventh Moon
- My Friends
- Heart and Soul
- Dynamite Explosion

## Rezeption
Die Band gab unter dem Namen Fire Bomber mindestens ein Konzert, bei dem auch die Seiyū anwesend waren, die sich hauptsächlich für die Vertonung der Dialoge ohne Gesang verzeichneten, aber gelegentlich auch einen Teil der Gesangsarbeit innerhalb ihrer Rollen verrichteten. Dabei wurde ein Konzertmitschnitt auf CD gepresst und als Album Live Fire!! veröffentlicht.
Auf einem weiteren Event zum 25-jährigen Jubiläum der ersten Fernsehserie Chōjiku Yosai Macross trat die Band am 18. August 2007 erneut auf einem Konzert in der Nippon Seinenkan Grand Hall auf, das unter dem Namen Minmay meets Fire Bomber angekündigt wurde.
Die fiktive Band wird ebenfalls im Abspann als Interpret angegeben, als ihr Lied Totsugeki Love Heart (jap. 突撃ラブハート) in der zweiten Episode der zu Macross 7 nachfolgenden Fernsehserie Macross Frontier im Hintergrund zu hören ist. In der 17. Folge werden die Lieder My Soul for you und Try again unter Angabe des Bandnamens gespielt.